# François Xavier de Montesquiou-Fézensac
François Xavier Marc Antoine de Montesquiou-Fézensac, född den 13 augusti 1756 på slottet Marsan vid Auch, död den 5 februari 1832 på slottet Cirey-sur-Blaise, var en fransk präst, hertig och statsman. Han var avlägsen släkting till Anatole de Montesquiou-Fézensac.
Montesquiou-Fézensac var abbé och sedan 1785 franska kleresiets generalagent, då han 1789 av prästerskapet i Paris valdes till medlem av Frankrikes generalständer. I konstituerande församlingen (1789–1791) slöt han sig till de sansade förespråkarna av ett konstitutionellt styrelsesätt. Han emigrerade till England 1792, men återvände efter Robespierres fall. Då han 1800 frambar Ludvig XVIII:s maning till Bonaparte att återinsätta bourbonerna på tronen, ådrog detta honom ny landsflykt. Montesquiou-Fézensac var inrikesminister från den 13 maj 1814, efter restaurationen till Napoleons återkomst i mars 1815. Emellertid lät han sin expeditionschef Guizot för det mesta sköta ministeriets ärenden. Efter andra restaurationen blev han 1815 pär, 1816 medlem av Franska akademien genom av kunglig utnämning, 1817 greve och 1821 hertig.